# Битка за Илиџу
Битка за Илиџу је била борба Армије Републике Босне и Херцеговине и Југословенске народне армије за контролу над Илиџом током рата у Босни и Херцеговини. У првој битци 22. априла ЈНА одбрањује Илиџу и избацује АРБиХ и ХВО. Дана 14. маја АРБиХ и ХВО поново упадају у град али бивају поражени од стране ВРС. Ове битке се представљале битну улогу у даљем току опсаде Сарајева.

## Ток битке

### Први напад
У рано јутро 22. априла 1992. око 05:00 Илиџу нападају удруже хрватско–муслиманске снаге, неколико минута касније долазе српски војници. АРБиХ и ХВО бивају заустављени од српских снага на линији Базен, Институт за физијатрију, Хотел Топола, и ни у једном тренутку нису пробили српску линију одбране. Битка се завршила у раним послијеподневним часовима када су се хрватско–муслиманске снаге вратиле на полазну линију: Соколовић Колонија, Пут за Главогодину, Ковачи, Стојечевац, и на којима су остали до краја ратних сукоба. Српска страна је имала 12 погинулих и 42 рањених војника.

### Други напад
Муслимани због пораза поново нападају Илиџу 14. маја 1992. Појавили су се и западни медији који су снимали овај догађај. Роберт Стелиос који је снимао догађај ранио је муслимански снајпериста у руку, код Хотела Кристал. Срби су га одвезли у Београд на лечење и касније се вратио у Лондон. АРБиХ није успјела доћи до пута од улице Велике Алеје и поново бива поражени од новоформиране Илиџанске бригаде.

## Посљедице
Дејтонског споразума 1995. године, општина је била подељена између муслимана (општина Илиџа) и срба (општина Источна Илиџа). Када је, према условима Дејтонског споразума, град Илиџа стављена на територију Федерације БиХ, велика већина Срба је побјегла да би живјела у Републици Српској.